# Puente de Carlos III (Alcalá de Guadaíra)
El puente de Jesús Nazareno (o puente Romano) es puente en Alcalá de Guadaíra (Sevilla, España) que cruza el río Guadaíra.
Localizado en el casco urbano de la ciudad donde confluyen las carreteras de Dos Hermanas y Utrera, formando parte de la franja patrimonial y turística de la ciudad.
La tradición asegura que el puente de Jesús Nazareno es de origen romano. Ya en 1846 Pascual Madoz en su Diccionario Geográfico lo calificó de romano y el ilustre ingeniero de caminos Carlos Fernández Casado en su Historia del Puente en España de 1939 lo catalogó así por su “apostura, la buena construcción y traza”. Desgraciadamente no hay referencias históricas que permitan garantizar que ese sea su origen. Aunque no conste una datación exacta del origen del puente, es lícito suponer que su historia está fuertemente vinculada con la fortificación que desde la época prehistórica ha existido en el emplazamiento del castillo. Puente y castillo disfrutan de una posición estratégica y complementaria, el primero situado en un vado natural del río y el segundo sobre una atalaya que domina el vado y, a la vez, la campiña.

## Historia
Al puente se le llama erróneamente, desde hace pocos años, de Carlos III; popularmente siempre se le llamó como puente romano debido a su origen, pero no tuvo nombre hasta mediados del siglo XX, cuando oficialmente se le llama Puente de Jesús Nazareno.
En 1944 el Ayuntamiento accedió a darle nombre al puente y a colocar un azulejo que así lo atestiguara, el cual sigue colocado en el puente del ferrocarril. El expediente se inició dos años antes mediante instancia remitida a la alcaldía, la contestación a la misma se obtuvo el 9 de mayo de 1944 mediante oficio firmado por el Alcalde, con número de salida 2.117, negociado de gobierno, donde textualmente consta:
"...El Ayuntamiento de mi presidencia, en sesión de 29 de Abril último, como resolución de la propuesta elevada por la Hermandad coincidente en el fondo con el sentimiento religioso del Concejo, ha resuelto por aclamación denominar Puente de Jesús Nazareno, el que existe sobre el río Guadaíra en ésta ciudad. Con viva satisfacción os lo comunico para vuestro conocimiento y efectos..."
El puente tuvo una gran reparación que se realizó en 1781, durante el reinado de Carlos III. Consistió en la ejecución de nuevos tajamares, contrafuertes y estribos. La reparación realizada no duró mucho y, en el invierno de 1784, el puente quedó de nuevo parcialmente arruinado debido a la fuerza del río. Se hicieron necesarias nuevas reparaciones entre los años 1786 y 1789.
Entre los años 1790 y 1920 no se producen cambios sustanciales en la volumetría del puente. Las obras se restringen a la ejecución de arreglos en los estribos. En el de margen derecha (junto al Puente del ferrocarril de los Panaderos) se construyen unos potentes contrafuertes para protegerlo de las erosiones producidas por la escorrentía natural de la vaguada del Perejil. El estribo de margen izquierda sufre también diversas y reiteradas reconstrucciones con mampuesto, tras los destrozos producidos por las crecidas del río.
A comienzo de la segunda década del siglo XX se llevó a cabo el ensanchamiento de la calzada por el procedimiento de volar aceras y sustituir el pretil de piedra por una barandilla metálica. La fábrica original sufrió importantes demoliciones y numerosos añadidos, como las perforaciones en la sillería para apoyo del andamiaje, las ménsulas lobulares postizas del ensanche, los parcheos de hormigón visto, la retirada del antiguo pretil de fábrica, el reperfilado de la calzada para su adaptación al tráfico viario, etc. La imagen original del puente quedó profundamente alterada. 
En la década de los años 1960, con motivo de la construcción de la carretera a Dos Hermanas, se rellenaron los estribos, soterrando dos arcadas y acortando la longitud del puente. Al ocultar las arcadas con rellenos artificiales se disminuyó la capacidad de desagüe y, en definitiva, se empobreció la estampa del puente.

## Obras de restauración
Las obras de restauración  realizadas en el año 2012 han buscado una doble finalidad. Por un lado se ha limpiado y consolidado la fábrica de sillería antigua que se encontraba bastante deteriorada y, por otro, se ha repuesto la fisonomía primitiva del puente, recuperando la imagen anterior a la ampliación de calzada realizada en los años veinte. A la vez se le ha dado un nuevo uso peatonal a la estructura.
La restauración ha sido fruto de una labor de investigación histórica, dando como resultado la recuperación de la bella estampa que el puente tuvo en la antigüedad. Fue realizada por al Ayuntamiento de Alcalá de Guadaira, con cargo a los fondos del 1% cultural del Ministerio de Fomento bajo proyecto y dirección de obra del ingeniero de caminos don Iñigo Barahona. 
En la restauración se lavaron los paramentos, se retiró la vegetación, se saneó la superficie de la piedra y su llagueado, se realizaron inyecciones en las grietas, se repusieron sillares, se protegió con mortero de cal zonas deterioradas y, por último, se aplicó un consolidante/hidrofugante para proteger los paramentos y garantizar una larga vida a la estructura pétrea.
La sustitución por sillares rasantes de las barandillas de forja ha supuesto que el puente haya ganado en altura. Por otra parte, la recuperación de las arcadas enterradas, no solo ha conseguido aumentar la capacidad de desagüe ante las fuertes crecidas del Río Guadaíra, sino que también ha proporcionado una mayor longitud, recuperando la fisionomía original del puente, mucho más esbelta.

## Galería de imágenes

Puente de Jesús Nazareno (antes de restaurar)
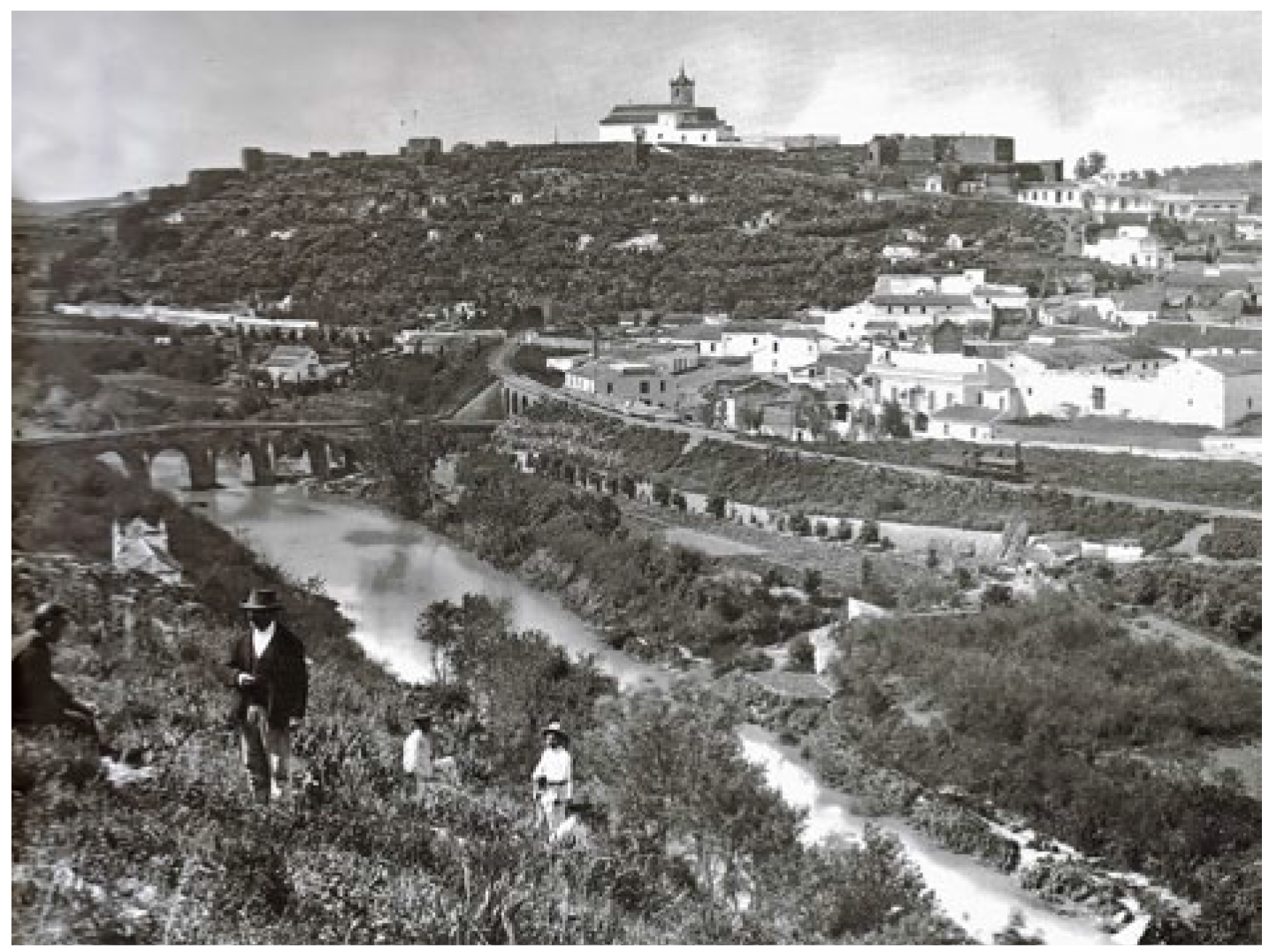
Puente de Jesús Nazareno Año 1895
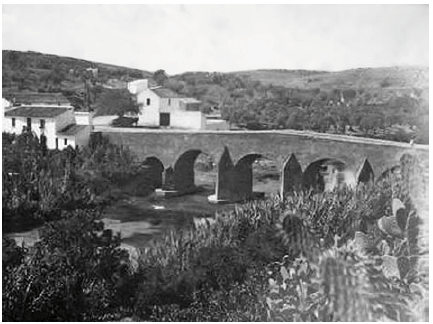
Puente de Jesús Nazareno Año 1918
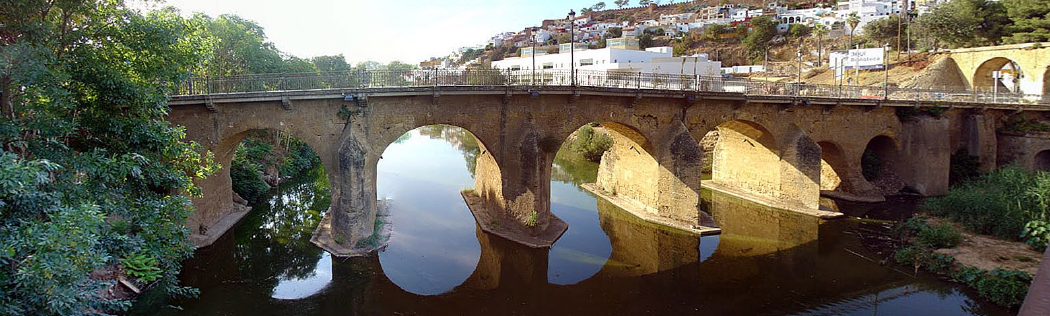
Puente de Jesús Nazareno Antes de Restaurar
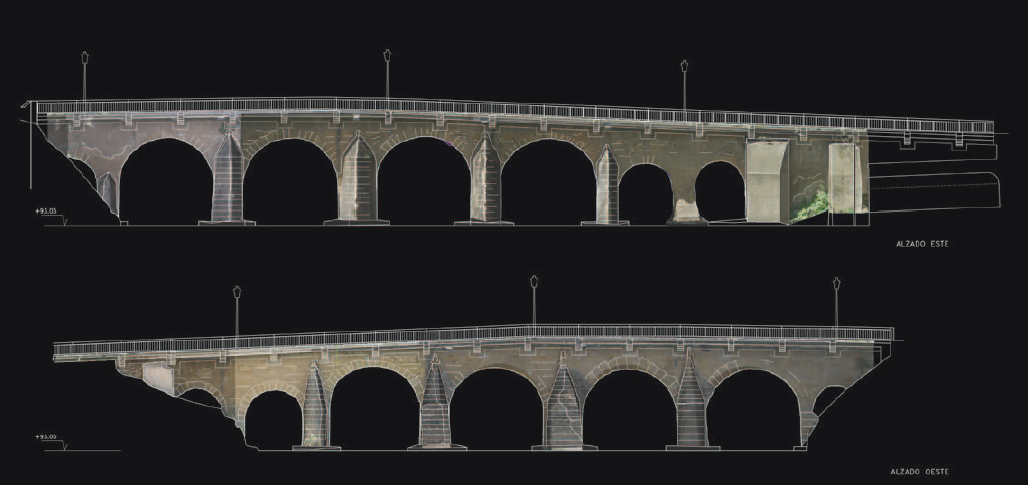
Puente de Jesús Nazareno Dibujo Alzado
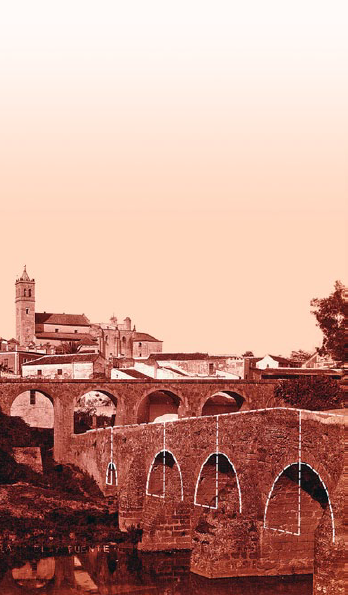
Puente de Jesús Nazareno Estudio Geometria

Puente Jesús Nazareno (restaurado)
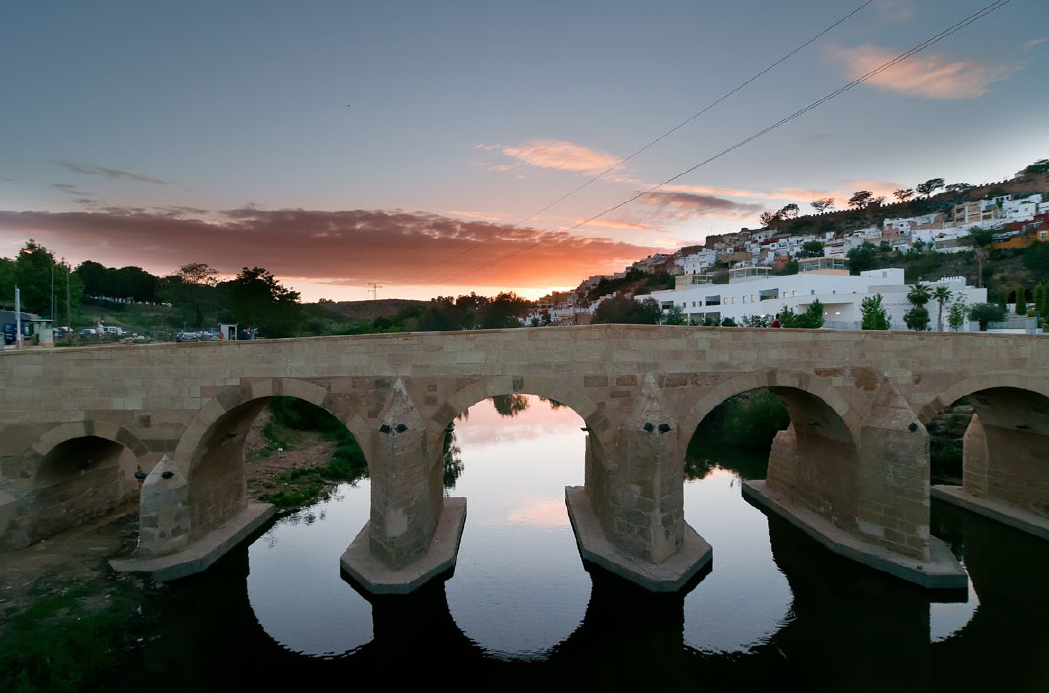
Puente de Jesús Nazareno Alzado tarde
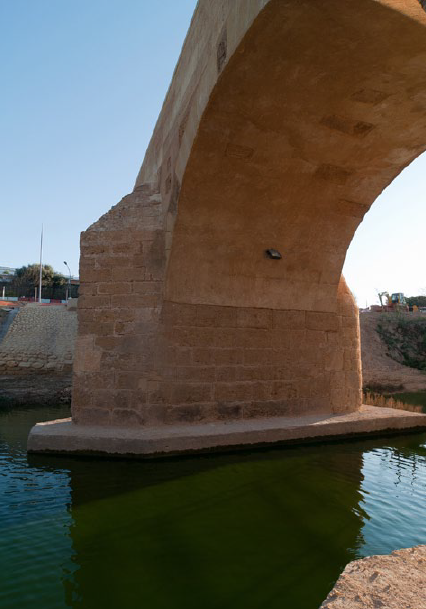
Puente de Jesús Nazareno Inferior arcos II
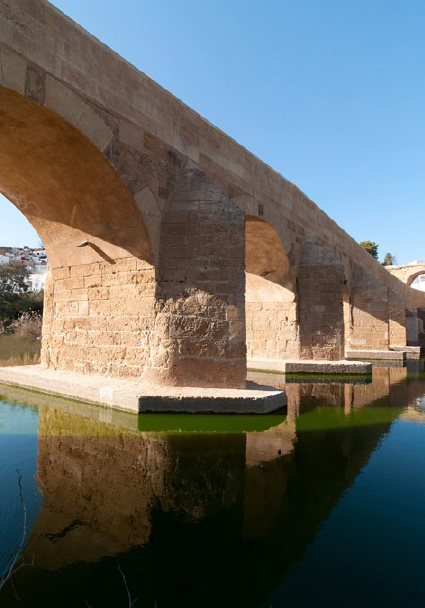
Puente de Jesús Nazareno Inferior arcos

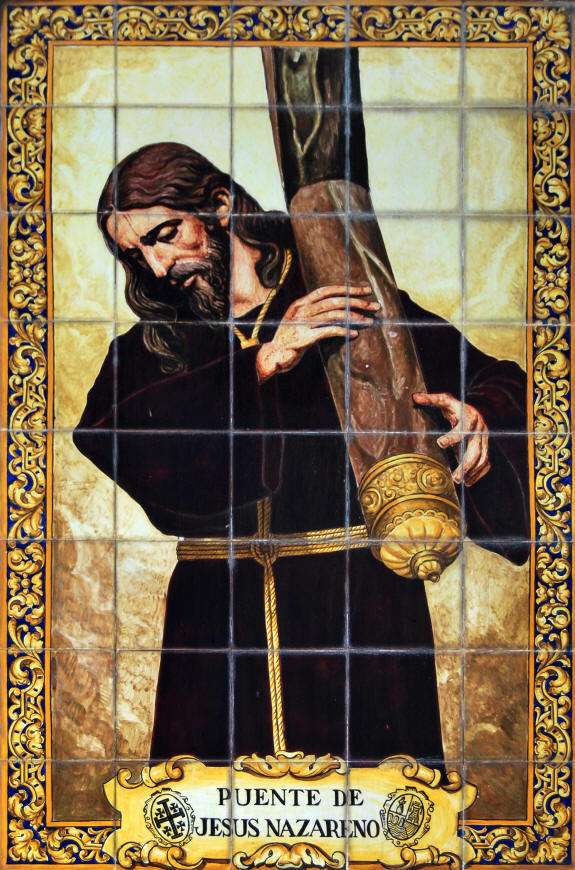
Azulejería colocada a la entrada del puente